# Dzsúdló
Dzsúdló, pseudonimo di Márton Juhász (Miskolc, 29 settembre 1998), è un rapper ungherese.

## Biografia
Dzsúdló si è fatto conoscere a livello nazionale nel 2020 dopo aver pubblicato attraverso la Supermanagement il primo album in studio Fotofóbia, certificato quintuplo platino dalla Magyar Hangfelvétel-kiadók Szövetsége; esso ha prodotto i singoli Minden, Sprint, Reggel, Hiszti e Lej. Quest'ultimo, un duetto con Lil Frakk, ha fruttato all'artista la sua prima entrata nella hit parade dei singoli ungherese, dove ha raggiunto la 13ª posizione nella sua 27ª di permanenza in classifica, rimanendo all'interno della top 40 per due anni consecutivi e risultando una delle canzoni più riprodotta nelle piattaforme streaming a livello nazionale per tre anni di fila. Anche Ennyi ha riscosso successo, ponendosi al 35º posto della graduatoria nazionale. Sempre nel medesimo anno ha trionfato agli MTV Europe Music Awards come miglior artista ungherese e nell'ambito del Fonogram Award, il principale riconoscimento musicale ungherese, ha ottenuto il titolo di rivelazione dell'anno.
Nel 2021 è uscito il secondo disco Szörnyeteg, certificato platino dalla MAHASZ; il progetto è stato promosso dai singoli Para, Állat e Miért ne, di cui due collocatisi nella top 30 ungherese. Anche le tracce Pont én, Virágok e Bálnák sono entrate in top 40.
Kincugi (2023) è stato il suo terzo LP a superare la soglia delle 4 000 unità equivalenti. Lo stesso esito è stato conseguito col terzo EP Rabiga, presentato l'anno dopo.

## Discografia

### Album in studio
- 2020 – Fotofóbia
- 2021 – Szörnyeteg
- 2023 – Kincugi

### EP
- 2020 – Supersize Livesession 2020
- 2022 – Live Session 2022
- 2024 – Rabiga

### Singoli
- 2019 – Baj lesz
- 2019 – Minden
- 2020 – Sprint
- 2020 – Reggel
- 2020 – Hiszti
- 2020 – Lej (feat. Lil Frakk)
- 2020 – Ennyi
- 2020 – Para
- 2021 – Állat (feat. Berta'Lami)
- 2021 – Miért ne
- 2022 – Ha meghalok
- 2022 – Várnék (con Azahriah)
- 2022 – Ha eddig nem kellettem
- 2022 – Sajnálom (con Luca)
- 2023 – Függő
- 2023 – Rosszlány
- 2023 – Keringő
- 2023 – Unom (Élő)
- 2024 – Kelet (con Signo)
- 2024 – Lánc
- 2025 – Sötét
- 2025 – Stressz